# Бекоев, Геннадий Борисович
Геннадий Борисович Бекоев (осет. Бекойты Борисы фырт Геннадий; род. 26 августа 1981, Цхинвал, Грузинская ССР, СССР) — южноосетинский государственный деятель.

## Биография
Родился 26 апреля 1981 года в Цхинвале.
В 2003 году окончил Юго-Осетинский государственный университет по специальности «математика». С 2015 по 2018 год обучался в Российской академии народного хозяйства и государственной службы при Президенте Российской Федерации по специальности «система государственной и муниципальной службы».
В 2003—2004 годах работал в одной из страховых компаний г. Владикавказ. С 2004 по 2006 год работал в министерстве обороны Южной Осетии. С 2007 по 2011 год — главный специалист, начальник отдела в комитете стандартизации метрологии и сертификации Южной Осетии. С 2011 по 2012 года работал в должности заместителя начальника управления сертификации и метрологии в министерстве экономического развития Южной Осетии. С мая 2012 по 2017 год занимал должность заместителя председателя комитета стандартизации и метрологии Южной Осетии. В 2017—2018 годах — председатель комитета промышленности, транспорта и энергетики Южной Осетии. В ноябре 2018 года был назначен на должность заместителя председателя правительства — министра экономического развития Южной Осетии.
29 августа 2020 года Президент Южной Осетии Анатолий Бибилов подписал указ, которым назначил Геннадия Бекоева врио Председателя Правительства Южной Осетии. Только в марте следующего года стал полноправным премьером.

## Личная жизнь
Женат, воспитывает троих детей.